# Friedrich-Wilhelm-Lübke-Koog
Friedrich-Wilhelm-Lübke-Koog ist eine Gemeinde im Kreis Nordfriesland in Schleswig-Holstein. Das Gemeindegebiet besteht ausschließlich aus dem namensgleichen Koog.

## Geografie

### Geografische Lage
Friedrich-Wilhelm-Lübke-Koog befindet sich im Nordwesten des Naturraums Schleswig-Holsteinische Marschen und Nordseeinseln in der Region Wiedingharde in Nähe der Grenze zwischen Dänemark und Deutschland südlich vom Hindenburgdamm. Die Gemeinde ist Anrainer am Nordfriesischen Wattenmeer im Bereich vom Osterley.

### Nachbargemeinden
Einzig angrenzende Gemeindegebiete vom Friedrich-Wilhelm-Lübke-Koog sind Klanxbüll im Norden (der Hindenburgdamm ist auf gesamter nördlich angrenzender Länge dem entsprechenden Gemeindegebiet zugeschlagen) und Osten, sowie im südlichen Gemeindebereich östlich angrenzend Emmelsbüll-Horsbüll.

### Geologie
Oberflächennahe geologische Strukturen sind die recht jungen horizontal abgelagerten Meeressedimente einer Kalkmarsch. Diese befinden sich auf Normalhöhennull und unterliegen größtenteils einer landwirtschaftlichen Nutzung. Aufgrund der niedrigen Lage wird das Gemeindegebiet durch Deichbauten vor dem schwankenden Meeresspiegel im Gezeitengang, wie auch bei höheren Wasserständen im Falle von Sturmflutereignissen, geschützt. Die Deichhöhe vom sogenannten Landesschutzdeich erstreckt sich zurzeit auf bis zu 8,30 Meter über NHN. Es ist aktiv wasserbaulich zu entwässern. Hierzu dient vor allem ein vom örtlich verantwortlichen Deich- und Hauptsielverband Südwesthörn-Bongsiel betriebenes Schöpfwerk im südwestlichen Deichabschnitt. Binnendeichs an der Außendeichlinie angelagert, befinden sich mehrere miteinander verbundene Staubecken zur Regulierung der zeitlich schwankenden Pegelstände.

## Politik

### Gemeindevertretung
Bei der Kommunalwahl am 14. Mai 2023 wurden insgesamt 7 Sitze vergeben. Von diesen erhielt die WGL 4 Sitze und die CDU 3 Sitze.

### Bürgermeister
In der ersten Vertretersitzung der Amtsperiode 2018–2023 am 19. Juni 2018 wurde Christian Nissen (WGL) wiederholt zum Bürgermeister gewählt. Er hatte ebenfalls in der vorangegangenen Wahlperiode dieses Amt inne.

## Geschichte

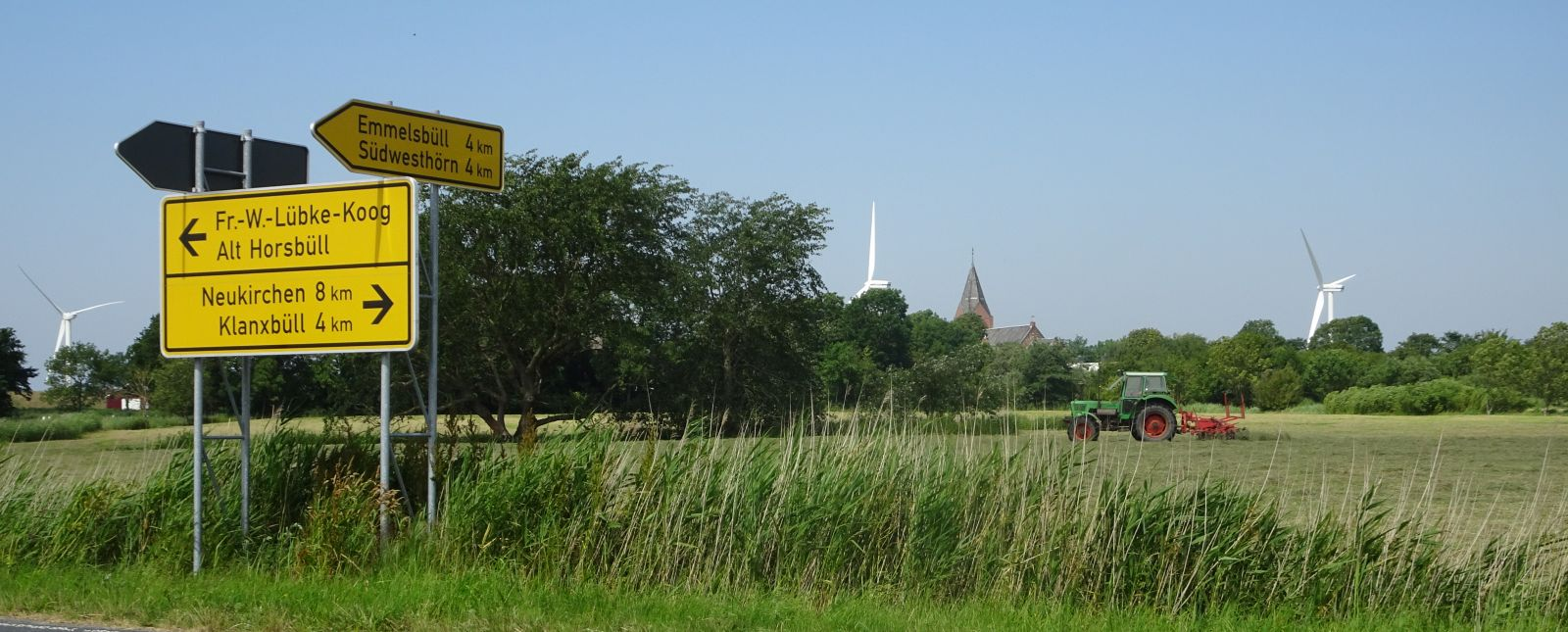
Kreuzung am Friedrich-Wilhelm-Lübke-Koog, im Hintergrund die Marienkirche von Horsbüll

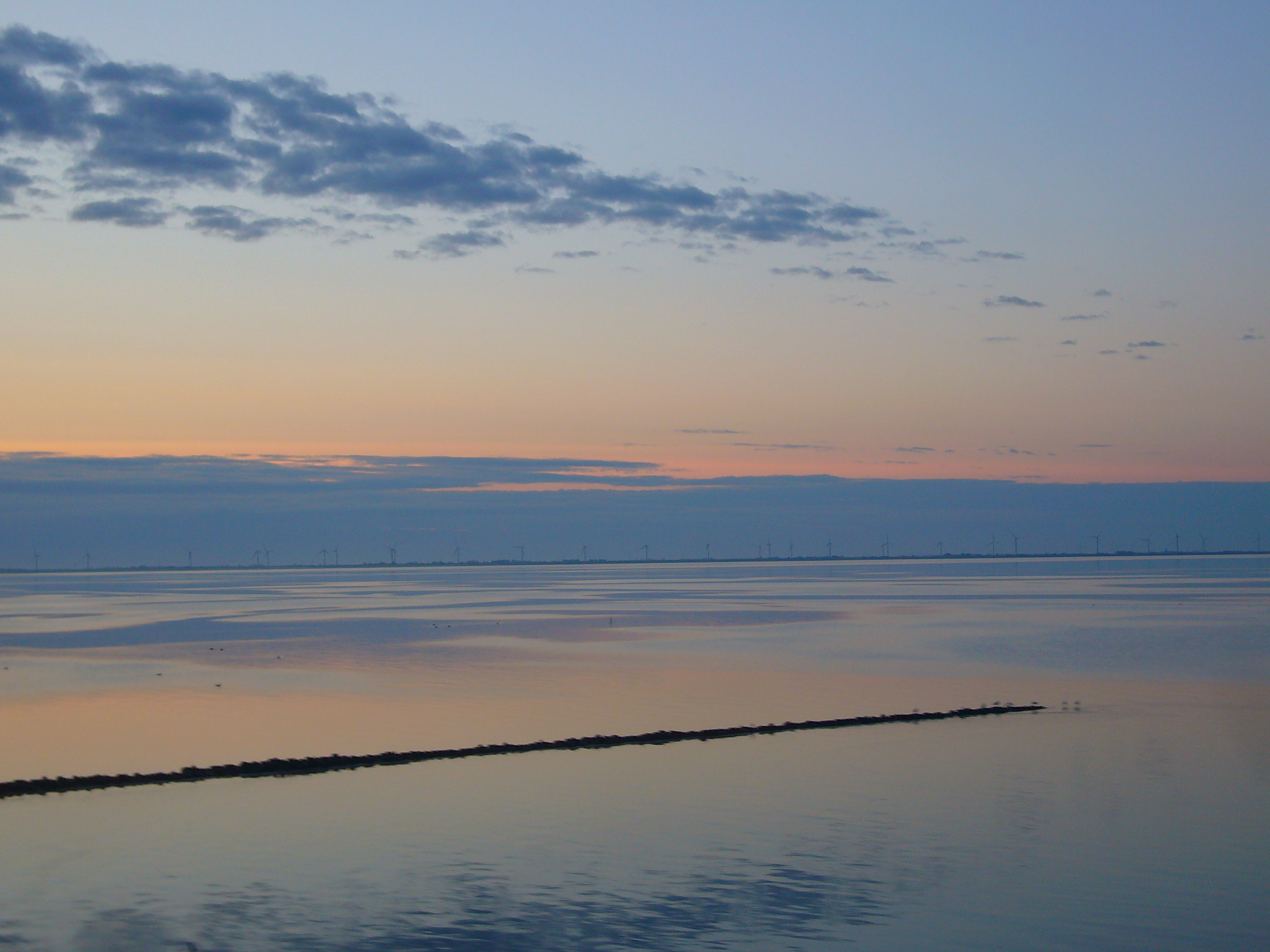
Friedrich-Wilhelm-Lübke-Koog, vom Hindenburgdamm aus gesehen

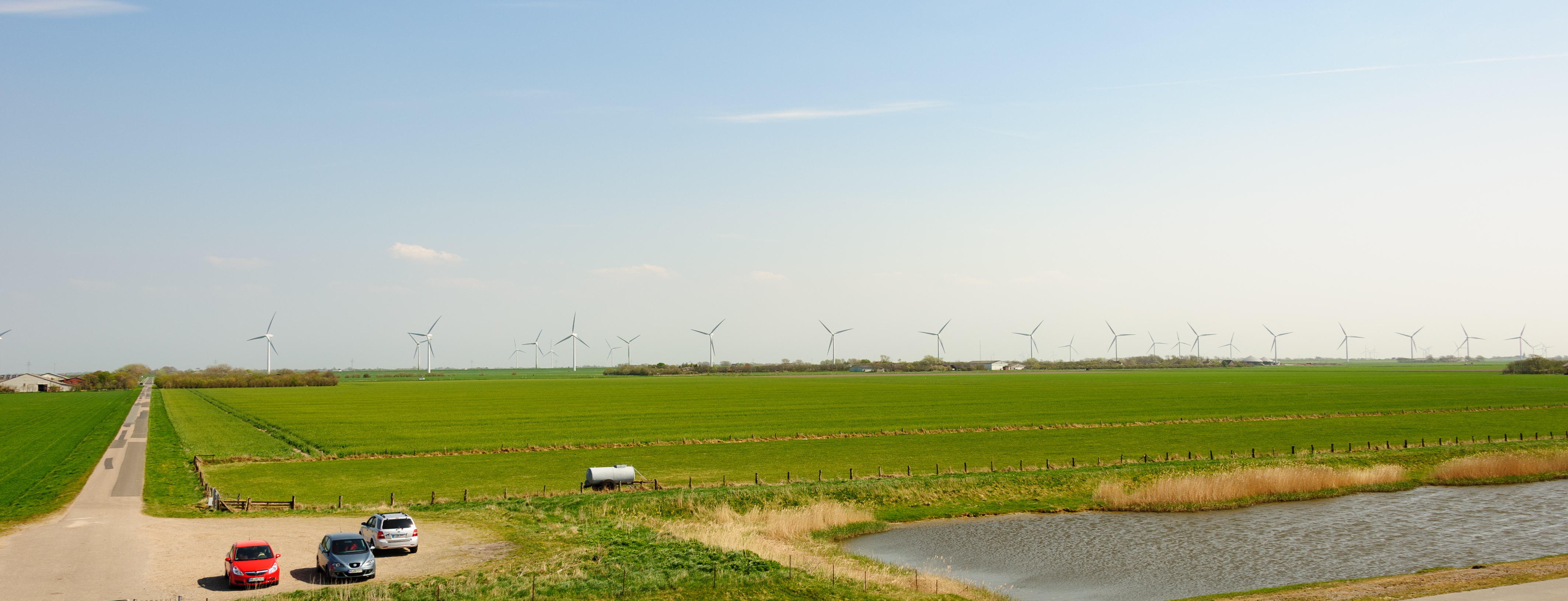
Friedrich-Wilhelm-Lübke-Koog Windpark

Der Friedrich-Wilhelm-Lübke-Koog war der letzte Koog in Schleswig-Holstein, der zur Landgewinnung errichtet wurde. Spätere Köge wie der Hauke-Haien-Koog oder der Beltringharder Koog wurden aus Gründen des Küstenschutzes erschlossen und sind nur teilweise oder gar nicht besiedelt.
Die Eindeichung des Koogs mit einem 8,5 Kilometer langen Außendeich war das größte Deichbauvorhaben der Nachkriegszeit in Schleswig-Holstein. Da sich infolge des Zweiten Weltkrieges zahlreiche Flüchtlinge und Vertriebene in Schleswig-Holstein ansiedelten, sollte im Rahmen des Programmes Nord neues Siedlungsland geschaffen werden. Das Programm Nord wurde vom damaligen schleswig-holsteinischen Ministerpräsidenten Friedrich Wilhelm Lübke vorangetrieben, der auch Namensgeber ist.
Zum ersten Mal wurde ein Deich in eigentlich unvorbereitetes Wattenmeer hineingebaut. Das bis dahin übliche Verfahren der Eindeichung geschah in Gebieten, die schon Jahrzehnte vorher vorbereitet waren und in denen sich schon ansatzweise Land gebildet hatte. Dieser Deichbau beschäftigte rund eintausend Arbeiter. Am 16./17. September 1954 zerstörte eine Sturmflut größere Teile der Deichschlussbrücke. Das Wasser spülte große Mengen Baumaterialien weg. Die Lage begann kritisch zu werden, da der Deich noch vor den Herbst- und Winterstürmen fertiggestellt werden musste, um noch größere Schäden zu vermeiden.
Nachdem der Deich am 21. Oktober 1954 geschlossen werden konnte, musste das Land noch entwässert und infrastrukturell erschlossen werden, bis sich 1958/1959 die ersten Familien ansiedeln konnten. Die ursprüngliche Besiedelung bestand aus 41 Einheits-Bauernhöfen, einer Schule und einer Gastwirtschaft mit Krämerladen. Zu gleichen Teilen wurden einheimische Bauern und Vertriebene aus den Ostgebieten angesiedelt.
Schule und Kindergarten gibt es nicht mehr, aber einige Höfe werden nach wie vor – inzwischen in dritter Generation – von den Familien der ersten Siedler bewirtschaftet. Ein wichtiger Wirtschaftszweig ist die Windenergie.

## Wirtschaft
Das heutige Bild des Koogs wird von zahlreichen Windenergieanlagen geprägt. Die Gemeinde war 2009 bis 2011 die Nummer eins der Solarbundesliga.
Seit Herbst 2018 wird im Friedrich-Wilhelm-Lübke-Koog eine Wind-und-Wärme-Modellregion aufgebaut. Sie wurde von der ARGE Netz, dem Bürger-Windpark Lübke-Koog Infrastruktur, der Gemeinde Friedrich-Wilhelm-Lübke-Koog und dem Institut für Wärme und Oeltechnik (IWO) ins Leben gerufen. Sie soll zeigen, wie durch Hybridheizsysteme mit Ölbrennwertkesseln und Strom aus erneuerbarer Energie intelligent und mit vergleichsweise geringem Kostenaufwand eine Sektor-Kopplung vor Ort realisiert werden kann.

## Sehenswürdigkeiten
Der Tassenpegel im Friedrich-Wilhelm-Lübke-Koog steht als technisches Denkmal in der Denkmalliste des Landes Schleswig-Holstein.